# Ocoyoacac
Ocoyoacac è un comune del Messico, situato nello stato di Messico.